# Józefina Vannini
Józefina Vannini (ur. 7 lipca 1859 w Rzymie; zm. 23 lutego 1910 tamże) – włoska Święta Kościoła katolickiego.

## Życiorys
W dzieciństwie szybko straciła rodziców. Została rozdzielona  z rodzeństwem; trafiła do rzymskiego sierocińca św. Onufrego. Była nauczycielką w przedszkolu. Poznała Alojzego Tezza i razem z nim w 1892 roku założyła zgromadzenie Córek świętego Kamila, które zostało zatwierdzone w 1931 roku przez papieża Piusa XI. Zmarła 23 lutego 1910 roku w opinii świętości.
Została beatyfikowana przez papieża Jana Pawła II w dniu 16 października 1994 roku. 13 maja 2019 papież Franciszek zatwierdził cud za wstawiennictwem bł. Józefiny Vannini, co otwiera drogę do jej kanonizacji, która odbyła się 13 października 2019r. na Placu Świętego Piotra.